# 北野隼
北野 隼（きたの じゅん、1979年6月11日 - ）は、日本の元プロボクサー。元日本ライトフライ級チャンピオン。神奈川県出身。武相高等学校卒。ヨネクラボクシングジム所属。双子の兄 良 は、同じジム所属の日本ランカーにして高校選抜優勝の実力者。

## 略歴
- 1998年8月4日、4R判定でデビュー戦を飾る。
- 1999年12月18日、三澤照夫らを退け7連勝で全日本ライトフライ級新人王決定戦を大中元気と争い6R判定引分で勝者扱い新人王となった。
- 2000年8月19日、横山啓介に敗れ連勝が10でストップ。
- 2002年3月16日、その後2連勝で、横山の持つ日本ライトフライ級タイトルに挑戦。10R判定勝ちで戴冠。
- 2002年7月8日、初防衛戦を畠山昌人と争い、10R引分で防衛。しかし10Rに北野がダウンしたのをスリップと判定される疑惑の判定のため、抗議および署名が行われ異例の再戦がJBCより言い渡される。
- 2002年11月11日、畠山との再戦。10R判定で敗れ眼底骨折を負い失冠と共に引退。
- 生涯戦績16戦12勝(2KO)2敗2分そこそこ